# Croton stoechadis
Croton stoechadis är en törelväxtart som beskrevs av Henri Ernest Baillon. Croton stoechadis ingår i släktet Croton och familjen törelväxter. Inga underarter finns listade i Catalogue of Life.